# Сорочка (притока Плави)
Сорочка (рос. Сорочка) — річка у центрі Європейської частини Росії, протікає територією Тульської області, права притока річки Плава, притоки річки Упа. Належить до водного басейну річки Оки → Волги → Каспійського моря.

## Географія
Річка Сорочка бере свій початок біля села Мала Красавка Тепло-Огарьовського району, і далі протікає по території Тульської області. 
Гирло річки знаходиться неподалік від села Губа Плавського району, на правому березі річки Плава, притоки річки Упа. 
Загальна довжина річки Сорочка становить 15 кілометри. Площа її водозбірного басейну дорівнює 120 км².  
Річка Сорочка є невелика та неглибока. Береги пологі, нерівні. 
У річці водиться: карась, плотва, омуль. 
Живлення річки переважно снігове. 